# Shelley Berkley

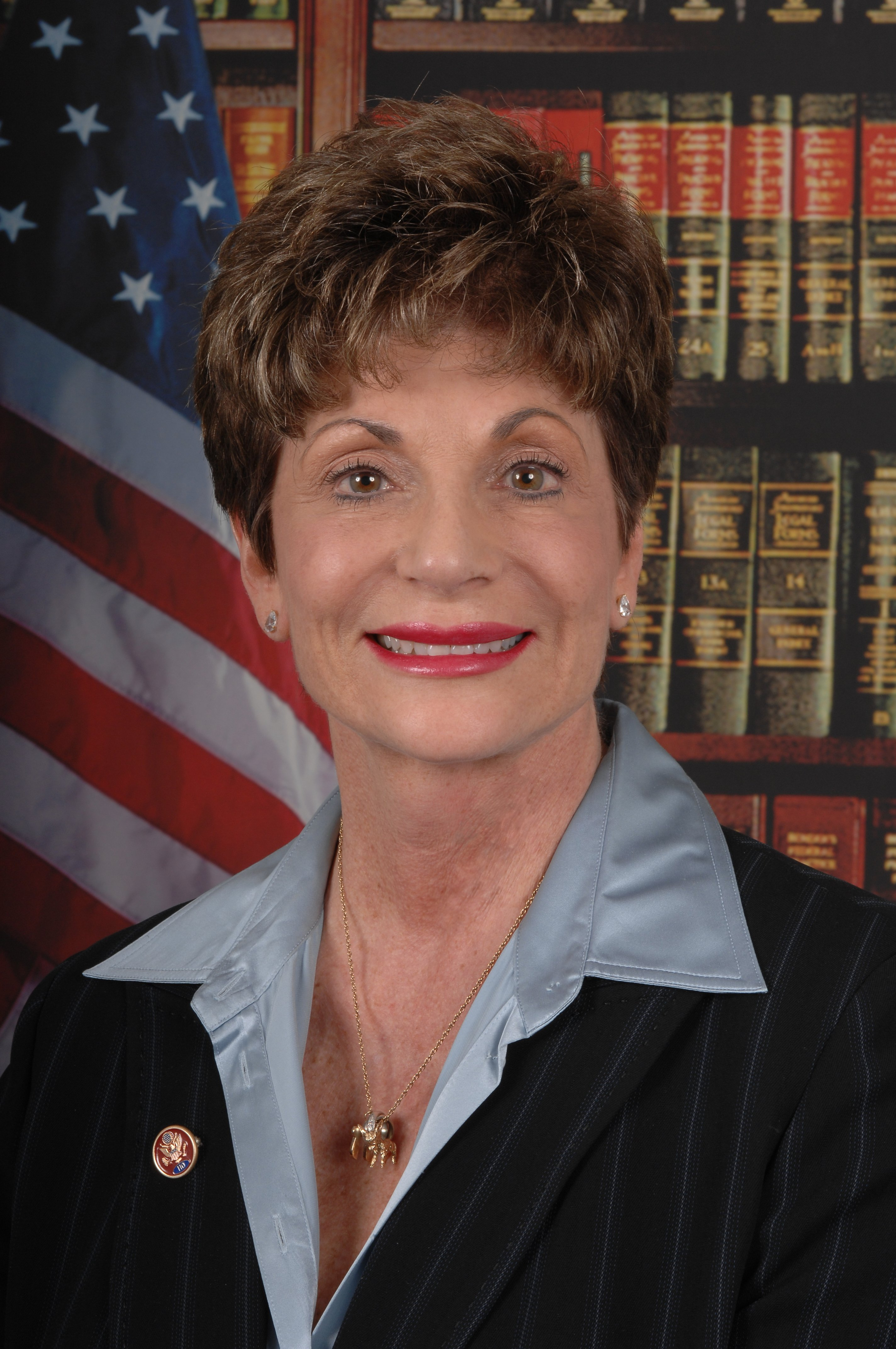
Shelley Berkley

Rochelle „Shelley“ Berkley (* 20. Januar 1951 in New York City) ist eine US-amerikanische Politikerin. 1999 bis 2013 vertrat sie den ersten Wahlbezirk des Bundesstaates Nevada im US-Repräsentantenhaus. Bei der Wahl zum US-Senat 2012 trat sie gegen den republikanischen Amtsinhaber Dean Heller an und unterlag.

## Frühe Jahre
Noch als Jugendliche zog Rochelle Levine, die spätere Rochelle Berkley, mit ihrer Familie nach Nevada. Dort besuchte sie die Valley High School in Las Vegas und dann bis 1972 die dortige University of Nevada, wo sie politische Wissenschaften studierte. Danach studierte sie bis 1976 an der University of San Diego in Kalifornien Jura. Nach ihrer Zulassung als Rechtsanwältin arbeitete sie in diesem Beruf. Unter anderem vertrat sie einige Spielkasinos in Las Vegas.

## Politische Laufbahn
Berkley wurde Mitglied der Demokratischen Partei. Zwischen 1983 und 1986 war sie Abgeordnete in der Nevada Assembly. Von 1990 bis 1998 gehörte sie dem Aufsichtsrat der Hochschulen Nevadas (Nevada University and Community College System Board of Regents) an. Bei den Kongresswahlen des Jahres 1998 wurde sie in das US-Repräsentantenhaus gewählt, wo sie am 3. Januar 1999 den als Senator kandidierenden Republikaner John Ensign ablöste. Nachdem sie in den folgenden Jahren jeweils in ihrem Amt bestätigt wurde, übt sie ihr Mandat bis heute aus; zuletzt gewann sie im November 2010 mit einem Stimmenanteil von 62 Prozent gegen den Republikaner Kenneth Wegner, den sie bereits zwei Jahre zuvor besiegt hatte.
Im Oktober 2002 war sie eine von insgesamt 81 demokratischen Kongressabgeordneten, die für den Irakkrieg stimmten. Im Nahostkonflikt unterstützt sie die Politik des Staates Israel. Berkley war Mitglied im auswärtigen Ausschuss und im Committee on Ways and Means.
Bei den Wahlen in den Vereinigten Staaten 2012 trat sie nicht mehr für ihren Kongressbezirk an, sondern bewarb sich um das Amt der Senatorin. Bei der Wahl zum US-Senat trat sie gegen den republikanischen Amtsinhaber Dean Heller an und unterlag knapp. Ihr Kongressmandat endete am 3. Januar 2013.

## Privates
Shelley Berkley ist mit Larry Lehrner verheiratet, mit dem sie zwei eigene Kinder und zwei Stiefkinder hat.